# 1999 XA187
1999 XA187  är en trojansk asteroid i Jupiters lagrangepunkt L4. Den upptäcktes 12 december 1999 av LINEAR i Socorro County, New Mexico.
Asteroiden har en diameter på ungefär 29 kilometer.